# Геза Калочај
Геза Калочај (мађ. Géza Kalocsay; Берегово, 30. мај 1913 — Будимпешта, 26. септембар 2008) био је фудбалски тренер из Мађарске и бивши играч.

## Биографија
Као играч, Калочај је наступао и за Чехословачку и Мађарску. Бранио је боје најбољих мађарских клубова (Кишпешт - Хонвед, Ференцварош, Ујпешт). Као тренер радио је у водећим мађарским клубовима (Ујпешт, Ференцварош, МТК, Видеотон), Стандард из Лијежа, Гурњик, а био је и пакистански селектор.
Био је тренер београдског Партизана у сезони 1957/58.

## Трофеји (као играч)

### Спарта Праг
- Првенство Чехословачке (1) : 1935/36.
- Митропа куп (1) : 1935.

### Ференцварош
- Првенство Мађарске (1) : 1940/41.

## Трофеји (као тренер)

### Стандард Лијеж
- Првенство Белгије (1) : 1960/61.

### Горњик Забже
- Првенство Пољске (2) : 1965/66, 1966/67.
- Куп Пољске (1) : 1967/68.

### Ал Ахли
- Првенство Египта (2) : 1979/80, 1980/81.
- Куп Египта (1) : 1980/81.